# Бременский люк
Бре́менский люк, Бременская дыра, Бремен-Лох (нем. Bremer Loch) — круглая бронзовая крышка, похожая на обычную крышку, закрывающую канализационный люк, встроена в тротуар. Акустическая социальная копилка, оригинальный сосуд для сбора пожертвований. Установлен на рыночной площади Бремена перед зданием городского парламента. Под крышкой люка находится ведро, в которое падают монеты, брошенные туристами и жителями города. После этого из-под крышки раздаётся громкое пение петуха, рёв осла, мяуканье кота или лай пса.

## Описание
На рыночной площади Бремена, где расположены Бременская ратуша, собор и здание городского парламента, перед последним зданием установлена необычная ёмкость для пожертвований. Место сбора подаяний выглядит как круглая бронзовая крышка канализационного люка. В центре крышки пробито небольшое отверстие для того, чтобы люди могли бросить туда монеты. В ответ звучит голос одного из четырёх персонажей известных «Бременских музыкантов» — осла, собаки, кошки или петуха.
«Поющий люк» — своеобразный и интересный способ привлечь туристов к участию в пожертвованиях на местные благотворительные проекты. Ёмкость для пожертвований представляет собой стальной контейнер глубиной 91,44 см и диаметром 50,8 см. Когда монета проходит сквозь щель крышки, звучат голоса персонажей из известной сказки про «Бременских музыкантов» братьев Гримм — лай собаки, крик петуха, мяуканье кота или рёв осла. Когда монеты попадают в прорезь, они проходят через фотоэлемент, который передает сигнал на триггер, затем интегральная микросхема запускает звучание одного из предварительно записанных голосов животных. Собранные деньги принадлежат благотворительному фонду — Организации помощи гражданам имени Вильгельма Кайзена (нем. Wilhelm-Kaisen-Bürgerhilfe, WKB), названного в честь бывшего мэра Бремена, которая использует их для поддержки различных городских проектов. В начале 2017 года общая сумма, собранная с момента основания достопримечательности, составляла около 150 000 евро. Звучание одного из голосов животных происходит однократно, поэтому многие посетители бросают одну монету за другой для того, чтобы услышать голоса всех четырёх персонажей, которые для Бремена являются своеобразным символом.
Бременская дыра поддерживает благотворительные проекты и является идеей профессора и дизайнера Фитца Хаасе (нем. Fitz Haase), который придумал необычный ящик для сбора пожертвований, чтобы помочь благотворительной организации города. Управление и распределение средств осуществляется благотворительным фондом, который направляет их на помощь инвалидам в разные организации и компании. Пожертвования направляются нуждающимся людям в Бремене целенаправленно, без бюрократических проволочек на проекты по сопровождению тяжело и безнадёжно больных людей, на создание фан-парков, обслуживание детей-инвалидов в детских садах, информационные сайты и другие благотворительные акции. Люк был установлен в 2007 году, в него ежегодно сбрасывают, в среднем, от 12 000 до 17 000 евро.